# 朝一番天気!あさ天
『朝一番天気！あさ天』（あさいちばんてんき あさてん）は日本テレビで1991年9月30日から1996年3月31日まで放送された天気予報をメインとした情報番組。

## 概要
前身番組は1988年10月3日から1991年9月29日に放送された『おはよう天気』。1996年4月に『あさ天5』にリニューアルされる形で終了した。
メインの気象情報の他にリクエスト曲や生活情報で構成された。
番組開始当時の放送形態はかなり特殊で、初期はスタジオ内がキャスター1人とスタッフ1人だけで生放送をこなしていた。これはもともと前番組「おはよう天気」が前日の放送終了から当日の放送開始までをつなぐ「フィラー」扱いの番組であったことも関連している。またこの番組専用のセットもなく、『NNNきょうの出来事』のセットを借用していた。ちなみにキャスターは、労務面などの問題から自前のアナウンサーではなく、フリーアナウンサーを起用していた。
番組の核となる「気象情報」のデータについては、気象庁が最初の予報を当時は午前6時に発表していたため、前日午後9時の予報を使用していた。
番組テーマ曲として、岡村孝子「見返してやるんだわ」のインストゥルメンタルが使われた。これは、番組側でセレクトした楽曲であり、曲を作った岡村自身は、後日、自身のラジオ番組の中で「好意で使って頂いた」と話している。1994年ごろにはこの曲に代わって別のインストゥルメンタル曲がテーマ曲になっていた（曲名は不明）。また、番組のなかでは、リクエストコーナーもあり、岡村孝子、大江千里、浜田省吾などニューミュージック系の曲が採用されることが多かった。

## 放送時間
※すべて日本時間（JST）で表す。
| 期間 | 期間      | 月曜日               | 火 - 金曜日          | 土曜日              | 日曜日               |
| --- | --------- | -------------------- | -------------------- | ------------------- | -------------------- |
| 1991.9.30 | 1992.3    | 5:45 - 6:00（15分）  | 5:15 - 6:00（45分）  | 5:00 - 5:50（50分） | 5:00 - 5:50（50分）  |
| 1992.3 | 1992.3.29 | 5:45 - 6:00（15分）  | 5:15 - 6:00（45分）  | 5:00 - 5:50（50分） | 5:00 - 5:45（45分）1 |
| 1992.3.30 | 1992.9    | 5:45 - 5:59（14分）2 | 5:15 - 5:59（44分）2 | 5:00 - 5:50（50分） | 5:00 - 5:45（45分）1 |
| 1992.10 | 1993.3    | 5:45 - 5:59（14分）2 | 5:15 - 5:59（44分）2 | 5:00 - 5:50（50分） | 5:00 - 5:30（30分）3 |
| 1993.4 | 1994.3    | 5:15 - 5:59（44分）  | 5:15 - 5:59（44分）  | 5:00 - 5:50（50分） | 5:00 - 5:30（30分）3 |
| 1994.4 | 1995.3    | 5:15 - 5:59（44分）  | 5:15 - 5:59（44分）  | 5:00 - 6:00（60分） | 5:00 - 5:30（30分）3 |
| 1995.4 | 1996.3.31 | 5:00 - 5:59（59分）4 | 5:00 - 5:59（59分）4 | 5:00 - 6:00（60分） | 5:00 - 5:30（30分）3 |
| - 1 『24時間テレビチャリティーリポート』放送に伴い、5分短縮。 - 2 『ジパングあさ6』開始に伴い、1分短縮。 - 3 『心のともしび（再放送）』放送に伴い、15分短縮。 - 4 『HEN』枠移動に伴い、15分拡大。 |           |                      |                      |                     |                      |

## ネット局
- 日本テレビ（制作局）
- 山形放送 (1993年3月までは火 - 金曜日のみ、5:45までネット。1993年4月以降は月 - 金曜日のみフルネット)
- 静岡第一テレビ

他

## 歴代キャスター
- 嶋田仁美
- 河奈さつき
- 吉澤直美
- 坂井仁美
- 御藤博子
- 加藤ゆずか
- 小長谷悠紀
- 中村ゆう子
- 萩野志保子（現・テレビ朝日アナウンサー）
- ほか